# Ван Шунь
Ван Шунь (кит.: 史婧琳, нар. 11 лютого 1994, Нінбо, Китай) — китайський плавець, бронзовий призер Олімпійських ігор 2016 року.

## Виступи на Олімпійських іграх
| Олімпіада   | Дисципліна                      | Місце  |
| ----------- | ------------------------------- | ------ |
| Лондон 2012 | 200 м комплексом                | 22     |
| Ріо 2016    | 200 м комплексом                | 3      |
| Ріо 2016    | 400 м комплексом                | 10     |
| Токіо 2020  | 200 м комплексом                | Золото |
| Токіо 2020  | естафета 4x200 м вільним стилем | 9      |
| Токіо 2020  | 400 м комплексом                | 10     |